# Amata perspectabilis
Amata perspectabilis là một loài bướm đêm thuộc phân họ Arctiinae, họ Erebidae.